# Ruta (diario)
Ruta fue un diario español publicado en Lérida entre el 19 y el 30 de abril de 1938. Fue fundado pocos días después de la toma de Lérida por las tropas franquistas en plena guerra civil española. Era el órgano local del partido único FET y de las JONS y así figuraba en su cabecera. Fue sustituido en julio de 1938 por la Hoja Informativa Militar del 5º Cuerpo de Ejército de Aragón, al mando del general Moscardó cuya fotografía apareció en la portada del primer número, y finalmente por el diario La Mañana. Diario de Falange Española Tradicionalista y de las J.O.N.S. de Lérida, cuyo primer número salió a la calle el 20 de diciembre de 1938.
En el primer número de Ruta se decía:

Sale RUTA, órgano de Falange Española Tradicionalista y de las J.O.N.S., como firme puntal de los postulados del Ausente, incorporados al Nuevo Estado Nacionalsindicalista por nuestro invicto Caudillo el Generalísimo Franco, no para haceros promesas, al viejo estilo político, sino para hacer posible el íntegro desarrollo de sus consignas.
RUTA, desde sus columnas, envía un saludo cordial a las dignísimas autoridades de Lérida y, a las órdenes del Caudillo, nace al triple grito de:
¡FRANCO! ¡FRANCO! ¡FRANCO!
¡ARRIBA ESPAÑA!

En el primer número también apareció un "Afectuoso saludo al vecindario" por parte del nuevo gobernador militar de Lérida José Voyer en el que hacía un llamamiento a "reparar los destrozos sufridos" "durante los 20 meses de dominación marxista", y se recogía también el bando difundido una semana antes por el gobernador civil Luis Ventalló que decía que había llegado "en nombre del Caudillo y de su gobierno a implantar en ella [en Lérida] el espíritu del Movimiento salvador de España". Añadiendo a continuación:

Viene a vosotros una Nueva Era. En ese resurgir glorioso de la Patria, nuestro Caudillo, con lenguaje de amor va educaros, con sus gobernantes, en el culto a Dios y a la Patria y en hermandad íntima con los hijos todos de España, en esa comunidad de ideas y de sentimientos, fusionados todos los leridanos dignos en la Falange Española Tradicionalista y de las J.O.N.S., bajo el caudillaje del Libertador de España, el Generalísimo Franco, hemos de trazar los destinos de la Patria, Una, Grande y Libre, que han de ser imperiales porque están basados en la Tradición de España.